# Seven de la República 1981
El Seven de la República de 1981 fue la edición inaugural del torneo de rugby 7 de fin de temporada para uniones regionales afiliadas a la Unión Argentina de Rugby. Se llevó a cabo el 7 y 8 de noviembre de 1981 en la Sección Jorge Newbery del Club de Gimnasia y Esgrima de Buenos Aires.
En este torneo intervinieron los diez mejores jugadores de cada unión del interior con aptitudes para el rugby reducido, lo que significó reunir en la Capital Federal simultáneamente no sólo a ellos sino también a sus entrenadores y directivos máximos. Fue intención, como resultado, repetir esta competencia y fijarla como fecha obligada al final de cada temporada del rugby argentino.
La final fue disputada por Capital y Provincia, tradicionales seleccionados del Gran Buenos Aires que habían representado a la Unión Argentina de Rugby en el Campeonato Argentino de Rugby entre 1945 y 1960. El conjunto de la Capital se impuso 20-6.

## Equipos participantes
Participaron del torneo dieciséis equipos: catorce uniones del interior y dos equipos en representación de la Unión Argentina de Rugby (Capital y Provincia). A finales de 1981 había un total de diecisiete uniones del interior afiliadas a la UAR:
| - Alto Valle - Austral - Chubut - Córdoba - Cuyo | - Entre Ríos - Jujuy - Mar del Plata - Misiones - Nordeste | - Rosario - Salta - San Juan - Santa Fe - Sur | - Tandil - Tucumán |

Todas las uniones participaron en el Campeonato Argentino de aquella temporada, a excepción de  la Unión Jujeña de Rugby, la Unión de Rugby de Misiones y la Unión Tandilense de Rugby.

## Final
Los dos seleccionados representativos de la UAR, Capital y Provincia, ganaron sus grupos de forma invicta y se enfrentaron en la final.
| 8 de noviembre | Capital | 20 - 6  | Provincia | GEBA, Buenos Aires |  |
|                | Guillermo Lorenzo 10 Jorge Gauweloose 9 Guillermo Sanguinetti 8 Eduardo Sanguinetti 7 Hugo Porta 6 Javier Miguens 5 Mario Negri 4 Ernesto Ure 3 Alejandro Schiavo 2 Juan Baeck 1 Luis Gradín HC | Reporte | 10 Juan Pablo Piccardo 9 Alejandro Puccio 8 Guillermo Varone 7 Rafael Madero 6 Alfredo Soares Gache 5 Gonzalo Beccar Varela 4 Eliseo Branca 3 Miguel Glastra 2 Andrés Courreges 1 Tomás Petersen HC Bernardo Otaño |                    |  |

| Bandera de la Ciudad de Buenos Aires |
| Capital Campeón                      |
| Primer título                        |